# 日本の企業一覧 (建設)
日本の企業一覧 (建設)（にほんのきぎょういちらん けんせつ）は、「証券コード協議会」が定める業種区分に基づき「建設」とされる日本の企業の一覧。
建設業者の社名には「○○建設」や「○○工務店」と名乗るものの他に「○○組」と名乗るものも多いが、これは江戸から明治にかけて現在の建設業の始まりともいえる大工たちの労働組織が一棟梁単位で分けられ、それを「○○組」と呼んでいたことに由来する。

## 建設業

### ア行
- アーツ&クラフツ
- アーレックス
- アイサワ工業
- アイジーコンサルティング（GSエマージング・1714）
- ITbookホールディングス（東証グロース・1447）
  - サムシング
- アイネットテクノ
- アエラホーム
- あおみ建設（東証1・1889）
- 暁飯島工業（東証スタンダード・1997）
- 淺川組（大証1・1990）
- 淺沼組（東証プライム・1852）
- 旭化成ホームズ
- 朝日工業社（東証プライム・1975）
- 旭コムテク
- 旭ホームズ（JASDAQ・1913）
- アジアゲートホールディングス（東証スタンダード・1783）
- 味岡建設
- アスト技建
- 麻生フオームクリート（東証スタンダード・1730）
- 安達建設（京都府）
- 安達建設（富山県）
- 穴吹工務店
- AVANTIA
- 新井組（東証1・1854）
- 荒井建設
- アルス製作所
- 安藤・間（東証プライム・1719）
- 石橋工業 (栃木県)
- 石橋工業 (長崎県)
- 石橋建設工業 (福島県)
- 石橋建設工業 (群馬県)
- 伊田テクノス（JASDAQ・1735）
- 一条工務店
  - 一条工務店群馬
  - 一条工務店山陰
  - 一条工務店仙台
  - 一条工務店宮城
- イチケン（東証スタンダード・1847）
- ETSグループ（東証スタンダード・253A）
  - ETSホールディングス（東証スタンダード・1789）
    - 岩井工業所
    - DCライン
- 伊藤組土建
- 犬飼建設
- 井上工業（東証2・1858）
- イビデングリーンテック（名証2・1765）
- イブリアスコン
- イワクラホーム
- 岩田地崎建設
- 岩舘電気
- 岩永組
- 石川建設(群馬県)
- インターライフホールディングス（東証スタンダード・1418）
  - 日商インターライフ（JASDAQ・1986）
  - 玉紘工業
- インフロニア・ホールディングス（東証プライム・5076）
  - 前田建設工業（東証1・1824）
  - 前田道路（東証1・1883）
- 植木組（東証スタンダード・1867）
- ウエストホールディングス（東証スタンダード・1407）
  - ウエスト（JASDAQ・1715）
- ウォーターデザイン
- 上村建設
- ウベハウス
- 梅林建設
- ASS（GSオーディナリー・1410）
- AS-SZKi（JASDAQ・1995）
- エクシオグループ（東証プライム・1951）
  - 大和電設工業（JASDAQ・1985）
  - エクシオテック（JASDAQ・1756）
  - 西部電気工業（東証1・1937）
  - 日本電通（東証2・1931）
  - シーキューブ（名証1・1936）
  - カナック（大証2・1750）
- SDSホールディングス（東証スタンダード・1711）
  - 省電舎
- エステート住宅産業
- NTTファシリティーズ
- エム・テック
- エムビーエス（福証Q-Board・1401）
- 荏原建設
- 王子木材緑化
- 大木建設
- 大野建設
- オーテック（東証スタンダード・1736）
- 大林組（東証プライム・1802）
  - 大林道路（東証1・1896）
- 大本組（東証スタンダード・1793）
- 大盛工業（東証スタンダード・1844）
- 岡田組
- 沖ウィンテック（東証2・1767）
- 沖電工
- 奥アンツーカ
- 奥村組（東証プライム・1833）
- 奥村組土木興業
- 重川材木店
- 長田組土木
- 小田急ハウジング
- オリエンタル白石（東証プライム・1786）
- オープンハウス・アーキテクト
- オンテックス

### カ行
- ガイアート
- 鹿島建設（東証プライム・1812）
  - 鹿島道路
- 柏木建設
- カツイ
- 勝井建設工業
- 勝村建設（東証1・1817）
- カドス・コーポレーション（東証スタンダード・211A）
- 金下建設（東証スタンダード・1897）
- 株木建設
- カメヤグローバル
- 川崎設備工業（名証メイン・1777）
- カワサキプラントシステムズ → 川崎重工業
- 川惣電機工業
- 川田建設（東証1・1877）
- 河津建設
- 神田通信機（東証スタンダード・1992）
- 関電工（東証プライム・1942）
- 角藤
- カミムラ
- 上村建設工業
- 川口土木建築工業
- 菊池建設
- 技建（GSオーディナリー・1406）
- 技研ホールディングス（東証スタンダード・1443）
  - 技研興業（東証2・9764）
- 北弘電社（札証・1734）
- 北野建設（東証スタンダード・1866）
- 機動建設工業（大証2・1774）
- キャンディル（東証スタンダード・1446）
- 九電工（東証プライム・1959）
- キョーエイ産業（JASDAQ・1992）
- 協和日成（東証スタンダード・1981）
- キクテック
- 北川ヒューテック
- 君津住宅
- 木村建設 (熊本県)
- 木村建設工業
- きんでん（東証プライム・1944）
- 釘﨑創建
- 工藤建設（東証スタンダード・1764）
- 熊谷組（東証プライム・1861）
- 栗本建設工業
- 大協建設
- KHC（東証スタンダード・1451）
- 京成建設
- 京王建設
- 京急建設
- 京急電機
- 國場組
- 小泉建設 (テーオーホールディングス子会社)
- コーアツ工業（東証スタンダード・1743）
- 弘電社（東証スタンダード・1948）
- 鴻池組
- 晃栄住宅
- 紅梅組
- 国誉建設
- 国分建設
- コムシスホールディングス（東証プライム・1721）
  - 日本コムシス
  - サンワコムシスエンジニアリング
  - TOSYS
  - つうけん（東証2・1940）
  - NDS（東証1・1956）
  - SYSKEN（東証2・1933）
  - 北陸電話工事（東証2・1989）
- 五洋建設（東証プライム・1893）
- 関東建設工業(群馬県)

### サ行
- サーラ住宅（東証2・1405）
- サイタホールディングス（福証・1999）
- 埼玉建興
- 斎藤工業
- 佐伯建設
- 佐伯綜合建設
- 佐田建設（東証スタンダード・1826）
- 酒井建設工業
- 佐藤工業 (福島市)
- 佐藤工業 (東京都)
- さとうベネック
- 佐藤渡辺（東証スタンダード・1807）
- 三機工業（東証プライム・1961）
- 三晃金属工業（東証スタンダード・1972）
- 三光ソフランホールディングス（ヘラクレス・1729）
  - 三光ソフラン
  - アップル
- 三信建設工業（JASDAQ・1984）
- サンテック（東証スタンダード・1960）
- 三東工業社（東証スタンダード・1788）
- サンヨーホームズ（東証スタンダード・1420）
- サンワハウス
- サンハウジング
- サンユー建設（東証スタンダード・1841）
- シーテック (電設)
- ジェイアール東海建設
- JFEエンジニアリング
- JFEプラントエンジ
- JESCOホールディングス（東証スタンダード・1434）
  - JESCO
  - JESCO SUGAYA
- ジオパワーシステム
- 島谷建設
- 清水建設（東証プライム・1803）
  - 日本建設 (東京都千代田区) ※第一生命との共同出資
  - 日本道路
  - 日本ファブテック
- 下津井電鉄
- 住宅情報館
- ジョーコーポレーション
- 昭栄建設
- 城東建設
- 常磐開発（JASDAQ・1782）
- ショーボンドホールディングス（東証プライム・1414）
  - ショーボンド建設（東証1・1988）
- シンクレイヤ（東証スタンダード・1724）
- 新三平建設
- 新成建設
- 新日本空調（東証プライム・1952）
- 新日本建設（東証プライム・1879）
- 新菱冷熱工業
- 信和建設
- 鈴木工務店 (静岡県)
- 鈴木工務店 (広島県)
- 鈴縫工業（東証2・1846）
- スペースバリューホールディングス（東証1・1448）
  - 日成ビルド工業（東証1・1916）
    - NB建設
- スミダ工業
- 住友電設（東証プライム・1949）
- 住友林業（東証プライム・1911）
- 住吉工業
- 世紀東急工業（東証プライム・1898）
- 生和コーポレーション
- 積水ハウス（東証プライム・1928）
- セコムテクノサービス（東証2・1742） → セコム
- 錢高組（東証スタンダード・1811）
- ゼファー
- セレコーポレーション（東証スタンダード・5078）
- 創建
- 総合経営研究所
- ソネック（東証スタンダード・1768）

### タ行
- 第一カッター興業（東証スタンダード・1716）
- 第一建設工業（東証スタンダード・1799）
- 第一住創（GSオーディナリー・1404）
- 大気社（東証プライム・1979）
- 大三商行
- 大末建設（東証プライム・1814）
- 大生産業（GSオーディナリー・1403）
- 大成温調（東証スタンダード・1904）
- 大旺新洋
- 大成建設（東証プライム・1801）
  - 大成建設ハウジング
  - 大成ユーレック
  - 大成ロテック（東証1・1895）
- 大東建託（東証プライム・1878）
  - 大東建設
- 大日
- 太平電業（東証プライム・1968）
- 大豊建設（東証スタンダード・1822）
- 大洋基礎
- 太洋基礎工業（東証スタンダード・1758）
- 太洋技研
- 太洋技建
  - 西日本太洋技建
- 大日本土木
- 太陽工業
- 太陽技建工業
- 大和システム
- 大和ハウス工業（東証プライム・1925）
  - フジタ（東証2・1725）
- フジタ道路
- 高砂熱学工業（東証プライム・1969）
- 高田工業所（東証スタンダード・1966）
- 高松コンストラクショングループ（東証プライム・1762）
  - 高松建設
  - 金剛組
  - 青木あすなろ建設（東証1・1865）
  - みらい建設工業
  - 青木マリーン（東証2・1875）
- 武海建設
- 多々良
- 竹中工務店
  - 竹中土木
  - 竹中道路
- 高橋カーテンウォール工業（東証スタンダード・1994）
- 多田建設（東証1・1843）
- 建吉組
- 田中建設工業（東証スタンダード・1450）
- 田辺工業（東証スタンダード・1828）
- 谷川建設
- 谷川建設工業
- タマホーム（東証プライム・1419）
- ダイセキ環境ソリューション（東証スタンダード・1712）
- ダイダン（東証プライム・1980）
- ダイア建設
- 中外炉工業（東証プライム・1964）
- 中小企業ホールディングス（東証スタンダード・1757）
- 中電工（東証プライム・1941）
- 千代田化工建設（東証スタンダード・6366）
  - 千代田システムテクノロジーズ
- 土屋ホールディングス（東証スタンダード・1840）
  - 土屋ホーム
- つまりぬき24
- ティエムシー
- テクノ菱和（東証スタンダード・1965）
- テスコ（JASDAQ・4226）
- テスホールディングス（東証プライム・5074）
- 鉄建建設（東証プライム・1815）
- テノックス（東証スタンダード・1905）
- テラジマアーキテクツ
- 電子システム（GSエマージング・1733）
- 東亜建設工業（東証プライム・1885）
- 東亜道路工業（東証プライム・1882）
- トーエネック（東証プライム・1946）
- 東新住建（JASDAQ・1754）
- 東海ビコー
- 東急建設（東証プライム・1720）
- 東京エネシス（東証プライム・1945）
- 東京住宅（GSオーディナリー・1415）
- 東建コーポレーション（東証プライム・1766）
- 東光工業 (建設業)
- 東芝プラントシステム（東証1・1983）
- 東新住建
- 東鉄工業（東証プライム・1835）
- 東武建設
- 東武谷内田建設
- 東武緑地
- 東洋エンジニアリング（東証プライム・6330）
- 東洋建設（東証プライム・1890）
- 東洋テクノ
- 東洋熱工業
- 徳倉建設（名証メイン・1892）
- 戸田建設（東証プライム・1860）
- 利根地下技術（JASDAQ・1800）
- 飛島ホールディングス（東証プライム・256A）
  - 飛島建設（東証プライム・1805）
- 巴コーポレーション（東証スタンダード・1921）
- ドラフト（東証グロース・5070）
- トヨコー（東証グロース・341A）
- トヨタT&S建設

### ナ行
- 内藤ハウス
- 中駒産業
- 長崎建運
- ナカノフドー建設（東証スタンダード・1827）
- ナカボーテック（東証スタンダード・1787）
- 中村建設
- ナベカヰ
- 南海辰村建設（東証スタンダード・1850）
- 西松建設（東証プライム・1820）
- 西鉄建設
- 日揮ホールディングス（東証プライム・1963）
  - 日揮
  - 日揮ユニバーサル
- 日電商会
- 日東建設
- 日新道路工業
- ニッソウ（東証グロース・1444）
- ニッタン（東証2・1993）
- 日通機工
- 日特建設（東証プライム・1929）
- 日鉄テックスエンジ（東証1・1819）
- 日鉄エンジニアリング
  - 日鉄パイプライン&エンジニアリング
- NITTOH（名証メイン・1738）
- NIPPO（東証1・1881）
- 日本アクア（東証プライム・1429）
- 日本乾溜工業（福証・1771）
- 日本基礎技術（東証スタンダード・1914）
- 日本建設 (東京都港区)
- 日本電技（東証スタンダード・1723）
- 日本電設工業（東証プライム・1950）
- 日本土建（JASDAQ・1998）
- 日本道路（東証プライム・1884）
- 日本製紙総合開発
- 日本土建
- 日本国土開発（東証プライム・1887）
- 日本ハウスホールディングス（東証プライム・1873）
- 日本ブレイク工業
- 日本リーテック（東証プライム・1938）
- ノバック（東証スタンダード・5079）

### ハ行
- 橋本店
- 長谷川体育施設
- 長谷工コーポレーション（東証プライム・1808）
  - 細田工務店（JASDAQ・1906）
- 春山建設
- 早野組
- ビーアールホールディングス（東証プライム・1726）
- ピーエス三菱（東証プライム・1871）
- 菱中建設
- ヴィス（東証スタンダード・5071）
- 日立ビルシステム
- 日立プラントテクノロジー（東証1・1970） → 日立製作所
- 日立プラント建設サービス（JASDAQ・1751） → 日立プラントサービス
- 日比谷総合設備（東証プライム・1982）
- ヒライ
- 百年住宅
  - 百年住宅中部
  - 百年住宅西日本
- ファーストコーポレーション（東証スタンダード・1430）
- フィット（東証グロース・1436）
- フィル・カンパニー（東証スタンダード・3267）
- 福田組（東証プライム・1899）
- 福浜大一建設
- 藤田エンジニアリング（東証スタンダード・1770）
- 富士住建
- 藤木工務店
- フジケンエンジニアリング
- 富士建設
- 富士電機E&C（東証スタンダード・1775）
- 富士ピー・エス（東証スタンダード・1848）
- フジムラ
- 不動テトラ（東証プライム・1813）
- プライム ライフ テクノロジーズ
  - パナソニック ホームズ（東証1・1924）
  - トヨタホーム
  - ミサワホーム（東証1・1722）
    - ミサワホームイング
    - ミサワホーム北海道（札証・1761）
    - 東北ミサワホーム（東証1・1907）
    - ミサワホーム九州（福証・1747）
    - ミサワホーム四国
    - ミサワホーム中国（JASDAQ・1728）

  - 松村組（大証1・1857）
- 古池工務店
- 平成建設
- 平和奥田（大証2・1790）
- ベステラ（東証プライム・1433）
- 北海電気工事（札証・1832）
- 北陸電気工事（東証プライム・1930）
- 北陸ミサワホーム（JASDAQ・1763）
- 本間組
- ホームプロ

### マ行
- 真柄建設（東証1・1839）
- 増岡組
- 丸栄建設
- マサル（東証スタンダード・1795）
- 松井建設（東証スタンダード・1810）
- 松尾建設
- 松田組
- 馬渕建設
- 松本建工（JASDAQ・1779）
- 丸山工務所
- 三浦工務店（東京都足立区）
- 美樹工業（東証スタンダード・1718）
- 三国屋建設
- 三菱地所ホーム
- 三菱重工プラント建設
- 三菱電機冷熱プラント
- 三井金属エンジニアリング（東証2・1737）
- 三井住友建設（東証プライム・1821）
  - 三井住建道路（東証スタンダード・1776）
- 三井物産ハウステクノ
- 三井ホーム（東証1・1868）
- みらい建設グループ（東証1・1792）
- ミライト・ワン（東証プライム・1417）
  - 國興システムズ
  - 西武建設
  - 東邦建（JASDAQ・1990）
  - TTK （東証2・1935）
  - ソルコム（東証2・1987）
  - 四国通建
- 名工建設（名証メイン・1869）
- 明星工業（東証プライム・1976）
- 明豊ファシリティワークス（東証スタンダード・1717）
- 向井建設
- 目片工務店
- メルディアDC（東証グロース・1739）
- 森組（東証スタンダード・1853）
- 森下組
- 守谷商会（東証スタンダード・1798）

### ヤ行
- 安江工務店（東証スタンダード・1439）
- 矢作建設工業（東証プライム・1870）
- ヤマウラ（東証プライム・1780）
- 山崎建設（JASDAQ・1902）
- ヤマダホールディングス（東証プライム・9831）
  - ヤマダ住建ホールディングス
    - ヤマダホームズ（東証1・1919）
    - ワイ・ジャスト
    - 家守り

  - ハウステック
  - ヒノキヤグループ（東証プライム・1413）
- 山田建設
- ヤマト（東証スタンダード・1967）
- ヤマト住建
- ユアテック（東証プライム・1934）
- ユーディケー
- UBEマシナリー
- 弓場建設
- 吉野川ヒューム工業
- 横河工事（東証2・1862）
- 寄神建設
- 四電工（東証プライム・1939）
- 洋林建設
- ヨシコン
- 吉田木材

### ラ行
- ライオンエンジニアリング(※ライオン100％出資)
- ライト工業（東証プライム・1926）
- Lib Work（東証グロース・1431）
- LIXIL住宅研究所
- 両備住宅
- リライフコーポレーション（GSオーディナリー・1409）
- りんかい日産建設
- ルーデン・ホールディングス（東証グロース・1400）
- レイア パートナーズ（GSオーディナリー・1411）
- レイズネクスト（東証プライム・6379）
- ロゴスホールディングス（東証グロース・205A）
  - ロゴスホーム
  - 豊栄建設
- Robot Home（東証スタンダード・1435）

### ワ行
- 若築建設（東証プライム・1888）
- One's Life ホーム

## 造園業者
- 山梅
- 共栄緑化
- 八木造園
- 岐阜造園（東証スタンダード・1438）
- 住友林業緑化
- 西武造園
- 西武緑化管理
- 湘南グリーンサービス
- 湘南造園
- 小田急ランドフローラ
- グリーンアンドアーツ
- 京急緑地開発
- セキスイエクステリア
- 日比谷アメニス
- 日比谷花壇
- 石勝エクステリア
- 東急グリーンシステム
- GREEN WISE
- イビデングリーンテック
- 東武緑地
- 近鉄造園土木
- ヤハギ緑化
- 日産緑化
- 西鉄グリーン土木
- 名鉄環境造園
- 伊藤忠林業
- 岩城
- 植藤造園
- 大島造園土木
- 北山造園
- 植彌加藤造園
- 岩田造園土木
- 山崎造園
- 村瀬造園
- 小林大正園
- やわせ造園
- ヤハギ緑化
- 内山緑地建設
- 富士植木
- 九州林産
- カネコ種苗
- サカタのタネ
- 桃原農園
- 王子木材緑化
- 日本製紙総合開発
- 阪神園芸
- 小林種苗
- 理研グリーン
- 京王グリーンサービス
- 京成バラ園芸
- 京阪園芸
- 光丘
- 常磐開発
- キューヘングリーンサービス
- NIPPOコーポレーション
- ハンワホームズ
- 守谷商会
- 竹中庭園緑化
- 古河林業
- イワクラ
- 雪印種苗
- 釘﨑創建
- クローバーガーデン
- 東洋エクステリア
- 金秀グリーン
- JFEジーエス
- 帯金造園
- タケダ造園
- 日本植生
- 御庭植治
- 岐阜造園
- 小杉造園
- 植義造園
- 植源田中造園
- 植村高樹園
- 岩間造園
- 髙木造園
- 樋口造園
- 福田園
- 松村造園
- 庭樹園
- 横山造園
- 奈須造園
- 庭勘
- 桃原農園